# Balandua
Balandua is een bestuurslaag in het regentschap Dairi van de provincie Noord-Sumatra, Indonesië. Balandua telt 761 inwoners (volkstelling 2010).